# Mamy to we krwi!
Mamy to we krwi! – pierwszy album studyjny  polskiej grupy muzycznej Projektanci. Utwór "Ściany" znalazł się na ścieżce dźwiękowej do filmu Klatka. 

## Lista utworów
| Nr | Tytuł                                        | Długoś utworu | Producent  | Scratche   |
| -- | -------------------------------------------- | ------------- | ---------- | ---------- |
| 1  | "Mamy to we krwi"                            | 2:53          | O.S.T.R.   | DJ Haem    |
| 2  | "Ściany"                                     | 3:52          | Rolo       | DJ Twister |
| 3  | "Powód"                                      | 4:03          | O.S.T.R.   | Dj Twister |
| 4  | "Ferplej"                                    | 3:34          | O.S.T.R.   | Dj Twister |
| 5  | "Szanuj się" (gościnnie: Aha)                | 3:23          | Rolo       | Dj Woda    |
| 6  | "Co jest w cenie" (gościnnie: Sobota)        | 4:55          | O.S.T.R.   |            |
| 7  | "Daj to głośniej"                            | 3:52          | O.S.T.R.   |            |
| 8  | "Nigdy więcej"                               | 4:43          | Rolo       | Dj Woda    |
| 9  | "Gra"                                        | 3:43          | O.S.T.R.   | Dj Twister |
| 10 | "Kierunek lokal" (gościnnie: O.S.T.R. & Aha) | 4:26          | O.S.T.R.   |            |
| 11 | "Ludzie odchodzą" (gościnnie: Łona)          | 4:29          | Dj Twister | Dj Twister |
| 12 | "Nam się udało"                              | 3:34          | Rolo       | Dj Twister |